# チュンシャン
チュンシャン（モンゴル語: Čungšan、中国語: 粘合重山、生没年不詳）は、13世紀初頭にチンギス・カンに仕えた家臣の一人。『元史』などの漢文史料では粘合重山、あるいは崇山と記される。また、『集史』などのペルシア語史料ではチュンシャン太傅（ペルシア語: چونگشان طایفو Chūngshān Ṭāīfū）と記される。

## 概要
チュンシャンは元は金朝の貴族の出身であったが、モンゴル帝国が金朝に侵攻すると祖父のカダによってチンギス・カンに質子（トルカク）として差し出された。金朝の衰亡を悟ったチュンシャンはチンギス・カンに忠誠を誓い、ケシク（親衛隊）のビチクチ（書記官）に任ぜられた。これ以後チュンシャンはモンゴル帝国の諸国平定に功績を挙げ、涼州の攻囲戦では手に矢を受けても動じずそのまま指揮を続けたという逸話が残されている。
また、功績によってチェルビ（侍従官）に昇格すると、チュンシャンは宮廷の宴会に携わるようになった。ある時チュンシャンは宴会が続くのを見て「天子たる者、酒に耽溺して天下を憂うことを忘れてはなりません」と諫言し、チンギス・カンはこの諫言を聞き入れたという。
オゴデイ・カアンの治世に入るとチュンシャンは中書省左丞相に任ぜられ、同僚の右丞相耶律楚材、ウイグル人のチンカイ、モンゴル人のイルジギデイらとともにモンゴル帝国の文書行政に携わることとなった。もっともこの時代の「中書省」は大元ウルス時代とは違って単なる文書行政処理機関に過ぎず、チュンシャンや耶律楚材の権限は限定されたものであった。
1235年、クチュを総司令官とする南宋遠征が始まると、チュンシャンもまた遠征軍に同行した。南宋の領土に入ると江淮方面でチュンシャンは30万の降伏を受け容れ、定城・天長の2県を手に入れたが一人も誅殺することがなかったという。
オゴデイ・カアンの治世の末年にはヤラワチと入れ違いに中央アジア方面に出向し、ブハラ・サマルカンドのダルガチに任ぜられていた。亡くなった後は魏国公に封ぜられ、忠武と諡された。